# Мейкон (Північна Кароліна)
Мейкон (англ. Macon) — місто (англ. town) в США, в окрузі Воррен штату Північна Кароліна. Населення — 110 осіб (2020).

## Географія
Мейкон розташований за координатами 36°26′23″ пн. ш. 78°5′2″ зх. д. / 36.43972° пн. ш. 78.08389° зх. д. (36.439590, -78.083935).  За даними Бюро перепису населення США в 2010 році місто мало площу 1,22 км², уся площа — суходіл.

## Демографія
Згідно з переписом 2010 року, у місті мешкало 119 осіб у 52 домогосподарствах у складі 38 родин. Густота населення становила 98 осіб/км².  Було 63 помешкання (52/км²).
Расовий склад населення:
| - 84,9 % — білих - 13,4 % — чорних або афроамериканців - 0,8 % — корінних американців |

До двох чи більше рас належало 0,8 %. Частка іспаномовних становила 0,0 % від усіх жителів.
За віковим діапазоном населення розподілялося таким чином: 16,8 % — особи молодші 18 років, 65,6 % — особи у віці 18—64 років, 17,6 % — особи у віці 65 років та старші. Медіана віку мешканця становила 50,8 року. На 100 осіб жіночої статі у місті припадало 116,4 чоловіків;  на 100 жінок у віці від 18 років та старших — 102,0 чоловіків також старших 18 років.
Середній дохід на одне домашнє господарство  становив 44 295 доларів США (медіана — 48 750), а середній дохід на одну сім'ю — 47 532 долари (медіана — 52 596). За межею бідності перебувало 18,9 % осіб, у тому числі 0,0 % дітей у віці до 18 років та 15,8 % осіб у віці 65 років та старших.
Цивільне працевлаштоване населення становило 88 осіб. Основні галузі зайнятості: роздрібна торгівля — 22,7 %, освіта, охорона здоров'я та соціальна допомога — 21,6 %, мистецтво, розваги та відпочинок — 15,9 %.